# Siemkowice (Pajęczno)
Pour les articles homonymes, voir Siemkowice.
Siemkowice (prononciation [ˈʐɔ̃ɕɲa]) est un village de la gmina de Siemkowice, du powiat de Pajęczno, dans la voïvodie de Łódź, situé dans le centre de la Pologne.
Le village est le siège administratif (chef-lieu) de la gmina appelée gmina de Siemkowice.
Il se situe à environ 9 kilomètres au nord-ouest de Pajęczno (siège du powiat) et 76 kilomètres au sud-ouest de Łódź (capitale de la voïvodie).
Sa population s'élevait approximativement à 1 040 habitants en 2011.

## Administration
De 1975 à 1998, le village était attaché administrativement à l'ancienne voïvodie de Sieradz.

Depuis 1999, il fait partie de la nouvelle voïvodie de Łódź.